# 蒙古营镇
蒙古营乡，是中华人民共和国辽宁省朝阳市北票市下辖的一个乡镇级行政单位。

## 行政区划
蒙古营乡下辖以下地区：
蒙古营村、榆树底村、跃进村、塔营子村、龙潭村、于丈子村、来阳营村、大巴沟村、朝阳沟村和南荒村。